# باتريك إس. مور
باتريك إس. مور (بالإنجليزية: Patrick S. Moore)‏ هو عالم فيروسات أمريكي، ولد في 21 أكتوبر 1956 في سياتل في الولايات المتحدة.